# Tylophora membranacea
Tylophora membranacea är en oleanderväxtart som beskrevs av Ying Tsiang och P. T. Li. Tylophora membranacea ingår i släktet Tylophora och familjen oleanderväxter. Inga underarter finns listade i Catalogue of Life.